# Antheua psolometopa
Antheua psolometopa är en fjärilsart som beskrevs av Willie Horace Thomas Tams 1929. Antheua psolometopa ingår i släktet Antheua och familjen tandspinnare. Inga underarter finns listade i Catalogue of Life.